# Orthezia grandis
Orthezia grandis är en insektsart som beskrevs av Hempel 1920. Orthezia grandis ingår i släktet Orthezia och familjen vaxsköldlöss. Inga underarter finns listade i Catalogue of Life.